# Internationale Fechtmeisterschaften 1930
Die Internationalen Fechtmeisterschaften 1930 waren die achte Austragung der heute als Weltmeisterschaft anerkannten Wettbewerbe im Fechten und fanden in der belgischen Stadt Lüttich statt. Das von der Fédération Internationale d’Escrime organisierte Turnier wurde offiziell als Europameisterschaft ausgetragen, jedoch waren auch Fechter aus nichteuropäischen Staaten zugelassen. 1937 wurden die Veranstaltungen offiziell in Weltmeisterschaft umbenannt, die Internationalen Fechtmeisterschaften 1930 wurden rückwirkend als achte Weltmeisterschaft anerkannt.

## Resultate der Männer

### Florett, Einzel
| Platz | Land               | Sportler            |
| ----- | ------------------ | ------------------- |
| 1     | Königreich Italien | Giulio Gaudini      |
| 2     | Königreich Italien | Gustavo Marzi       |
| 3     | Königreich Italien | Gioacchino Guaragna |

### Florett, Mannschaft
| Platz | Land               | Sportler                                                                                          |
| ----- | ------------------ | ------------------------------------------------------------------------------------------------- |
| 1     | Königreich Italien | Giulio Gaudini, Gioacchino Guaragna, Gustavo Marzi, Ugo Pignotti, Saverio Ragno, Rodolfo Terlizzi |
| 2     | Frankreich         | René Bougnol, Philippe Cattiau, Jacques Coutrot, Édward Gardère, René Lemoine                     |
| 3     | Belgien            | Raymond Bru, Georges de Bourguignon, Max Janlet, Pierre Pêcher, Robert T’Sas, Édouard Yves        |

### Degen, Einzel
| Platz | Land               | Sportler         |
| ----- | ------------------ | ---------------- |
| 1     | Frankreich         | Philippe Cattiau |
| 2     | Königreich Italien | Alfredo Pezzana  |
| 3     | Frankreich         | André Rossignol  |

### Degen, Mannschaft
| Platz | Land               | Sportler                                                                                                  |
| ----- | ------------------ | --- |
| 1     | Belgien            | Émile Barbier, Xavier De Beukelaer, Charles Debeur, Charles Delporte, Willy Osterrieth, Léon Tom          |
| 2     | Königreich Italien | Carlo Agostoni, Giancarlo Cornaggia Medici, Renzo Minoli, Alfredo Pezzana, Saverio Ragno, Franco Riccardi |
| 3     | Frankreich         | André Baur, Philippe Cattiau, André Labatut, Jean Lacroix, André Rossignol, Bernard Schmetz               |

### Säbel, Einzel
| Platz | Land   | Sportler          |
| ----- | ------ | ----------------- |
| 1     | Ungarn | György Piller     |
| 2     | Ungarn | Attila Petschauer |
| 3     | Ungarn | György Doros      |

### Säbel, Mannschaft
| Platz | Land               | Sportler |
| ----- | ------------------ | --- |
| 1     | Ungarn             | János Garay, Gyula Glykais, Sándor Gombos, Attila Petschauer, György Piller, József Rády                       |
| 2     | Königreich Italien | Renato Anselmi, Arturo De Vecchi, Giulio Gaudini, Gustavo Marzi, Alfredo Pezzana, Emilio Salafia               |
| 3     | Polen              | Tadeusz Friedrich, Kazimierz Laskowski, Leszek Lubicz-Nycz, Adam Papée, Władysław Segda, Kazimierz Szempliński |

## Resultate der Frauen

### Florett, Einzel
| Platz | Land                   | Sportlerin        |
| ----- | ---------------------- | ----------------- |
| 1     | Belgien                | Jenny Addams      |
| 2     | Königreich Italien     | Germana Schwaiger |
| 3     | Vereinigtes Königreich | Mary-Ann Venables |

## Medaillenspiegel
| Platz | Land                   | Gold | Silber | Bronze | Gesamt |
| ----- | ---------------------- | ---- | ------ | ------ | ------ |
| 1     | Königreich Italien     | 2    | 5      | 1      | 8      |
| 2     | Ungarn                 | 2    | 1      | 1      | 4      |
| 3     | Belgien                | 2    | 0      | 1      | 3      |
| 4     | Frankreich             | 1    | 1      | 2      | 4      |
| 5     | Polen                  | 0    | 0      | 1      | 1      |
| 5     | Vereinigtes Königreich | 0    | 0      | 1      | 1      |